# 阿卜杜拉·米爾扎
阿卜杜拉·米爾扎（'Abdallah Mirza；1410年—1451年6月），帖木兒帝國短期執政的蘇丹，但統治地區包括伊朗、阿富汗、印度，美索不達米亞、高加索在內。他爸爸是易卜拉欣·蘇丹·伊本·沙哈魯，是沙哈魯第二個兒子。
阿卜杜拉·米爾扎年輕時被祖父指派為法爾斯總督，阿卜杜拉·米爾扎發現自己的位置隨著沙哈魯在1447年死亡出現的繼承危機，令他受到堂弟蘇丹·穆罕默德的威脅，並被迫放棄法爾斯省。而沙哈魯死後皇位本來給了伯父兀魯伯，當阿不都·剌迪甫弒父後，阿卜杜拉·米爾扎則是作為兀魯伯的支持者曾被囚禁。六個月後，阿不都·剌迪甫也被亡，他得以獲釋並統治撒馬爾罕，但並沒得到廣泛認可。在他相對短暫的統治時期，蘇丹·穆罕默德的兄弟阿拉·道拉·米爾扎還有造反，並沒有嚴重威脅他。當另一位皇族卜撒因在布哈拉叛變時便對他作出致命一擊。卜撒因在烏茲別克人領袖阿布海兒支持下由塔什干向撒馬爾罕進發，並在1451年打敗並處決了阿卜杜拉·米爾扎。